# وظيفة (هندسة)
في علم الهندسة التطبيقية، تُعرف الوظيفة بأنها عملية أو إجراء خاص أو مهمة يمكن لأي نظام تنفيذها.

## في التصميم الهندسي
في دورة حياة المشروعات الهندسية، عادة ما يوجد نوعان من الوثائق على نحو خاص وهما: وثائق المتطلبات والمواصفات الوظيفية. وعادة ما تحدد المتطلبات أبرز وأهم السمات في النظام المطلوب. وفي وثائق مواصفات التصميم غالبًا ما تكون العمليات والأنظمة المادية أو البرمجية هي الوظائف المطلوبة.

## في المنتجات
في مجال الدعاية والتسويق للمنتجات التقنية، يضيف في كثير من الأحيان عدد الوظائف التي يمكن تنفيذها إلى رصيد المنتج ويساعد في الترويج له. فعلى سبيل المثال الآلة الحاسبة القادرة على القيام بالعمليات الحسابية الأساسية من الجمع والطرح والضرب والقسمة سيطلق عليها اسم طراز "الأربع وظائف"، وعندما تضاف إليها إمكانيات أخرى، من حسابات علمية أو مالية أو إحصائية، يسرع المعلنون إلى تسميتها "57 وظيفة علمية"، وهكذا. ولتحقيق مآرب شخصية، قد تحسب العمليات التافهة التي لا ترفع جديًا من أداء المنتج.